# المجلس الأعلى للمرأة (البحرين)
أنشِئ المجلس الأعلى للمرأة البحريني في الثاني والعشرين من أغسطس 2001، بموجب الأمر الأميري رقم (44) لسنة 2001، المعدل بموجب الأمر الأميري رقم (55) لسنة 2001 والأمر الأميري رقم (2) لسنة 2002 والأمر الملكي رقـم (36) لسنة 2004. ويكون مقره مدينة الرفاع، ويختص في إبداء الرأي والبت في الأمور المرتبطة بمركز المرأة بصفة مباشرة أو غير مباشرة.

## الرئاسة
تترأس سبيكة بنت إبراهيم آل خليفة المجلس والذي يتكون من عدد لا يقل عن (16) عضوًا من الشخصيات النسائية العامة وذوات الخبرة في شئون المرأة والأنشطة المختلفة المتعلقة بهذا الشأن. وتكون مدة عضويتهن ثلاث سنوات قابلة للتجديد، ويصدر أمر ملكي بتعيين أعضاء المجلس، ويكون لآل خليفة القرار في اختيار نائبة لرئيسة المجلس.